# Kurd Maverick
Kurd Maverick (nato Cihan Ötün; ...) è un produttore discografico e disc jockey tedesco di musica house.
Il suo nome ha origini curde.

## Biografia
Cihan Ötün fa la sua entrata in scena nel mondo della musica nel 2005 con il remix di Technotronics "Pump up the jam" usando lo pseudonimo di Kurd Maverick, che appare nell'etichetta discografica britannica Ministry of Sound. Il suo primo singolo è stato "The Rub (I Never Rock)" che venne pubblicato nel 2006 dall'etichetta tedesca Kontor Records. La parte vocale della canzone è stata creata dallo stesso Maverick. Ma il primo grande successo fu la versione house di Love Sensation di Loleatta Holloway, pezzo degli anni '80, che compose insieme a Eddie Thoneick.
Maverick ha avuto inoltre successo come produttore di remix e all'inizio del 2010 ha fondato una propria etichetta discografica, la Otune! Records.

## Discografia

### Singoli
- 2006: The Rub (I Never Rock)
- 2006: Love Sensation 2006 (with Eddie Thoneick)
- 2007: Let's Work
- 2007: String of Tortuga
- 2007: Rise! (mit Tapesh feat. Terri B!)
- 2008: Let the Freak Out! (with Azin)
- 2008: (All Over) The World
- 2009: Love Emergency (with Sam Obernik)
- 2009: Blue Monday
- 2009: Ring Ring Ring (with Rud)
- 2010: Shine a Light
- 2011: N.Y.C (with Terri B!)
- 2012: Hell Yeah

### Remix
- 2005: D.O.N.S. feat. Technotronic - Pump Up the Jam
- 2006: Basement Jaxx - Take Me Back To Your House
- 2006: Soul Avengerz feat. Javine - Don't Let The Morning Come
- 2006: Full Intention - Soul Power
- 2006: Robbie Williams - Lovelight
- 2006: Chic Flowerz vs. Muriel Fowler - Gypsy Woman
- 2006: Sonique - Tonight
- 2006: John Dahlbäck - Nothing Is For Real
- 2007: Bob Sinclar - Everybody Movin'
- 2007: Tim Deluxe feat. Simon Franks - Let The Beats Roll
- 2008: Rosenstolz - Wie Weit Ist Vorbei
- 2008: Eddie Thoneick - I Wanna Freak U
- 2009: Pet Shop Boys - Love Etc.
- 2010: Boy George - Amazing Grace
- 2010: Alex Gaudino - I'm In Love (I Wanna Do It)
- 2010: Eddie Thoneick feat. Andy P. - Love Under Pressure